# Klicko (Polska)
Klicko – osada w Polsce położona w województwie zachodniopomorskim, w powiecie myśliborskim, w gminie Myślibórz.
W latach 1975–1998 miejscowość administracyjnie należała do województwa gorzowskiego.